# Xanthorhoe obarata
Xanthorhoe obarata är en fjärilsart som beskrevs av Edward Meyrick 1884. Xanthorhoe obarata ingår i släktet Xanthorhoe och familjen mätare. Inga underarter finns listade i Catalogue of Life.